# أسينوم
أسينوم هو ملك آشور، ذكر في قائمة ملوك آشور أنه أحد أحفاد شمشي أدد الأول.